# Love and Terror
Love and Terror – drugi studyjny album szkockiej formacji muzycznej The Cinematics. Album został wydany 28 września 2009 roku. Jego producentem został Larry Reid - gitarzysta prowadzący zespołu. Nagrania odbywały się w Park Lane Studios, mieście Glasgow oraz w innych miejscach. Pierwszy singiel z płyty zatytułowany "Love and Terror" został wydany 13 lipca, natomiast drugi singiel "New Mexico" trochę ponad 2 miesiące później - 14 września 2009 roku.

## Lista utworów
1. "All These Things" - 3:18
2. "She Talks to the Trees" - 3:04
3. "New Mexico" - 4:12
4. "Love and Terror" - 4:30
5. "Lips Taste Like Tears" - 3:02
6. "Wish (When the Banks Collapse)" - 3:25
7. "Hospital Bills" - 3:55
8. "Moving to Berlin" - 3:21
9. "You Can Dance" - 3:52
10. "Hard for Young Lovers" - 4:47

## Twórcy
- Scott Rinning - wokal, gitara
- Larry Reid - gitara prowadząca
- Adam Goemans - gitara basowa
- Ross Bonney - perkusja